# El correo
 (février 2025).
 (août 2024).
Si vous disposez d'ouvrages ou d'articles de référence ou si vous connaissez des sites web de qualité traitant du thème abordé ici, merci de compléter l'article en donnant les références utiles à sa vérifiabilité et en les liant à la section « Notes et références ».
 (février 2025).
Pour les articles homonymes, voir El Correo et Le Courrier (homonymie).
Le Courrier (El Correo), est un thriller, drame et comédie noire dirigé par Daniel Calparsoro, écrit par Patxi Amezcua et Éloigne Flah[Qui ?][pas clair].

## Synopsis
En 2002, Iván Márquez (Arón Piper) est un jeune du quartier madrilène de Vallecas dans lequel il se sent à l'étroit. Il travaille comme chauffeur de parking pour un luxueux club de golf. Avec l'arrivée de l'euro en Espagne, il va profiter d'une opportunité pour se convertir en coursier pour une organisation internationale belge consacrée au blanchiment d'argent, en véhiculant des mallettes à destination de Bruxelles puis de Genève.

## Fiche technique
- Titre original : El correo
- Réalisation : Daniel Calparsoro
- Scénario : Patxi Amezcua, Alejo Flah
- Photographie :
- Montage :
- Musique :
- Production :
- Sociétés de production :
- Pays de production : Espagne
- Langue originale : espagnol
- Format : couleur
- Genre : drame
- Durée :
- Dates de sortie[1] :

## Distribution
- Arón Piper : Iván Márquez
- Laura Sépul : Anne-Marie
- Luis Tosar : Escámez
- María Pedraza : Leticia
- Nourdin Batan : Yannick
- José Manuel Poga : Javier Ocaña
- Luis Zahera : le commissaire Roig
- Hervé Falciani : lui-même[2]
- Geert Van Rampelberg : le policier belge n° 1